# The Messengers
The Messengers is een Amerikaanse bovennatuurlijke horrorfilm uit 2007, geregisseerd door de gebroeders Pang en geproduceerd door Spider-Manregisseur Sam Raimi. De hoofdrollen worden gespeeld door Kristen Stewart, Graham Bell, John Corbett, William B. Davis, Dylan McDermott en Penelope Ann Miller.
The Messengers gaat over een onbekende donkere gedaante die een in eerste instantie vredig boerderijtje onveilig maakt. Alhoewel de film zich afspeelt in North Dakota werd er gefilmd in de Qu'Appelle-vallei, bij het Canadese stadje Abernethy. De graphic novel van de film werd in januari 2007 uitgebracht door Dark Horse Comics. Deze werd geschreven door Jason Hall en getekend door Kelley Jones.
De film was gezien het lage budget een financieel succes, met een opbrengst van 52 miljoen dollar wereldwijd.

## Verhaal
Aan het begin van de film vertelt een angstige vrouw aan haar zoon dat hij sterk moet zijn en dat alles goed zal komen. Ze hoort wat achter de deur en stuurt haar zoon onder het bed. De deur vliegt open en iets gooit de vrouw tegen de muur. Haar zoon, helemaal van streek, rent weg uit de kamer naar zijn zus, die eveneens bang is. Zijn zus pakt hem beet en rent met hem op de trap naar beneden. De jongen verbergt zich onder een tafel, maar zijn zus wordt gepakt door het wezen en verdwijnt met haar de kelder in. De jongen rent naar de keuken en verbergt zich in een kast, maar ook hij wordt gevonden en gedood.
Vijf jaar later trekt een nieuw gezin in het huis, afkomstig uit de stad. Ze hopen er succesvol zonnebloemen te telen. De hoofdpersoon van de film en het enige meisje in het gezin, Jess Solomon, is kwaad omdat ze haar vrienden moet verlaten. Voor dat ze naar het huis verhuisden reed Jess samen met peuter en broertje Ben terwijl ze dronken was. Ze veroorzaakte een ongeluk en sindsdien praat Ben niet meer. Wel kan Ben dingen zien die voor anderen onzichtbaar blijven, zoals de geesten van de familie die aan het begin van de film werd gedood. Jess' vader Roy neemt een man genaamd John Burwell aan om te werken op de boerderij.
In en rond de boerderij gebeuren nogal wat eigenaardigheden. Enkele kraaien vallen Roy aan, en Jess heeft een confrontatie met een van de geesten van de gedode familie, de moeder. Ze belt het alarmnummer en de hulpdiensten komen opdraven, maar al snel hebben ze het idee dat ze het zich verbeeldt. De politie doet het af als een vals alarm en ook Jess' ouders geloven haar niet. Ben zag de geest echter wel, maar hij kan niet praten en het verhaal dus niet bevestigen. Enkel Burwell steunt haar, net als een tienerjongen genaamd Bobby uit het nabijgelegen dorpje.
Naarmate het gezin er langer woont worden ze meer geconfronteerd met geesten rond het huis, en Jess loopt schrammen op. Haar ouders denken dat ze zichzelf verwondt omdat ze weg wil uit het huis. Ze besluit zelf onderzoek te doen naar de geesten in het huis. Via buurtbewoners komt ze te weten dat het gezin dat er eerst woonde opeens het huis verliet. Dan ziet Jess een foto van het gezin, waarop Burwell ook staat. Dan blijkt dat de man die de vorige bewoners ombracht Burwell is, en de man in het gezin was. Om zekerheid te krijgen neemt Jess Bobby mee naar het huis om samen met hem de kelder te controleren.
Ondertussen wordt Burwell buiten aangevallen door kraaien, de zogenaamde wraaknemers voor het vermoorden van het gezin. Burwell wordt helemaal gek. Hij ziet flashbacks van zijn vermoorde gezin, en hij valt Jess, Bobby en de rest van het gezin aan. Ondertussen noemt hij iedereen in het gezin naar de namen van zijn eigen vermoorde gezin. Na een hevige strijd wordt Burwell in de vloer van de kelder opgenomen en lijkt alles weer normaal te zijn; de kraaien zijn rustig en de geesten zijn ook verdwenen. Ook Ben kan weer praten.

## Rolverdeling
| Acteur                  | Personage                 |
| ----------------------- | ------------------------- |
| Kristen Stewart         | Jessica "Jess" Solomon    |
| Dylan McDermott         | Roy Solomon (vader)       |
| Penelope Ann Miller     | Denise Solomon (moeder)   |
| John Corbett            | John Burwell/John Rollins |
| William B. Davis        | Colby Price               |
| Evan en Theodore Turner | Ben Solomon (broertje)    |
| Brent Briscoe           | Plume                     |
| Dustin Milligan         | Bobby                     |
| Tatiana Maslany         | Lindsay Rollins           |
| Jodelle Ferland         | Michael Rollins           |
| Shirley McQueen         | Mary Rollins              |

## Trivia
- Scout Taylor-Compton deed auditie voor de rol van Jess.
- Als promotie voor de film bracht Sony Pictures een ultrasonische ringtone uit die enkel te horen is door tieners.

## Voetnoten
1. ↑  http://www.boxofficemojo.com/movies/?id=messengers.htm